# Acequia del Rebollet
La Acequia del Rebollet, también llamada de Dues Portes, es una canalización de riego que se alimenta con aguas del río Serpis, aportadas mediante la Acequia Real de Alcoy hasta el partidor de la Casa Fosca, y que riega terrenos agrícolas de los términos de Potríes, Fuente Encarroz y Oliva, hasta llegar al Mediterráneo por el Vall de les Fonts.
El sistema de riego que alimenta la acequia incluye numerosas canalizaciones de derivación, las cuales se han ido desarrollando y modificando a lo largo de la historia.
Las dos puertas por las que también se le conoce hacen referencia a la parte que les corresponde en el partidor de la Casa Fosca.Rebollet era un antiguo término de la Safor que hacia 1400 comprendía la villa de Oliva, junto con las alquerías de Fuente Encarroz, Potríes, Rafelcofer, la Alcudiola de Rafelcofer, Beniflá y Elca.

## Recorrido

### Potríes
Las aguas de la acequia surgen hacia el este, pasando bajo la carretera CV-680 y llegando al casco urbano de Potríes. Allí alimentan el lavadero de Potríes, situado en la calle Cortes Valencianas. La acequia prosigue soterrada, pasando a espaldas de la calle Boamit y de las plazas de la Iglesia y del País Valenciano. En este tramo, de unos 300 metros de longitud, se le derivan la Acequia Campina y la Acequia Catorzena. En este tramo urbano la Acequia del Rebollet alimentaba algunos elementos actualmente desaparecidos, como el lavadero de la calle Boamit y la plaza de la Iglesia, o el conjunto de lavadero, pozo y abrevadero de la plaza del País Valenciano.

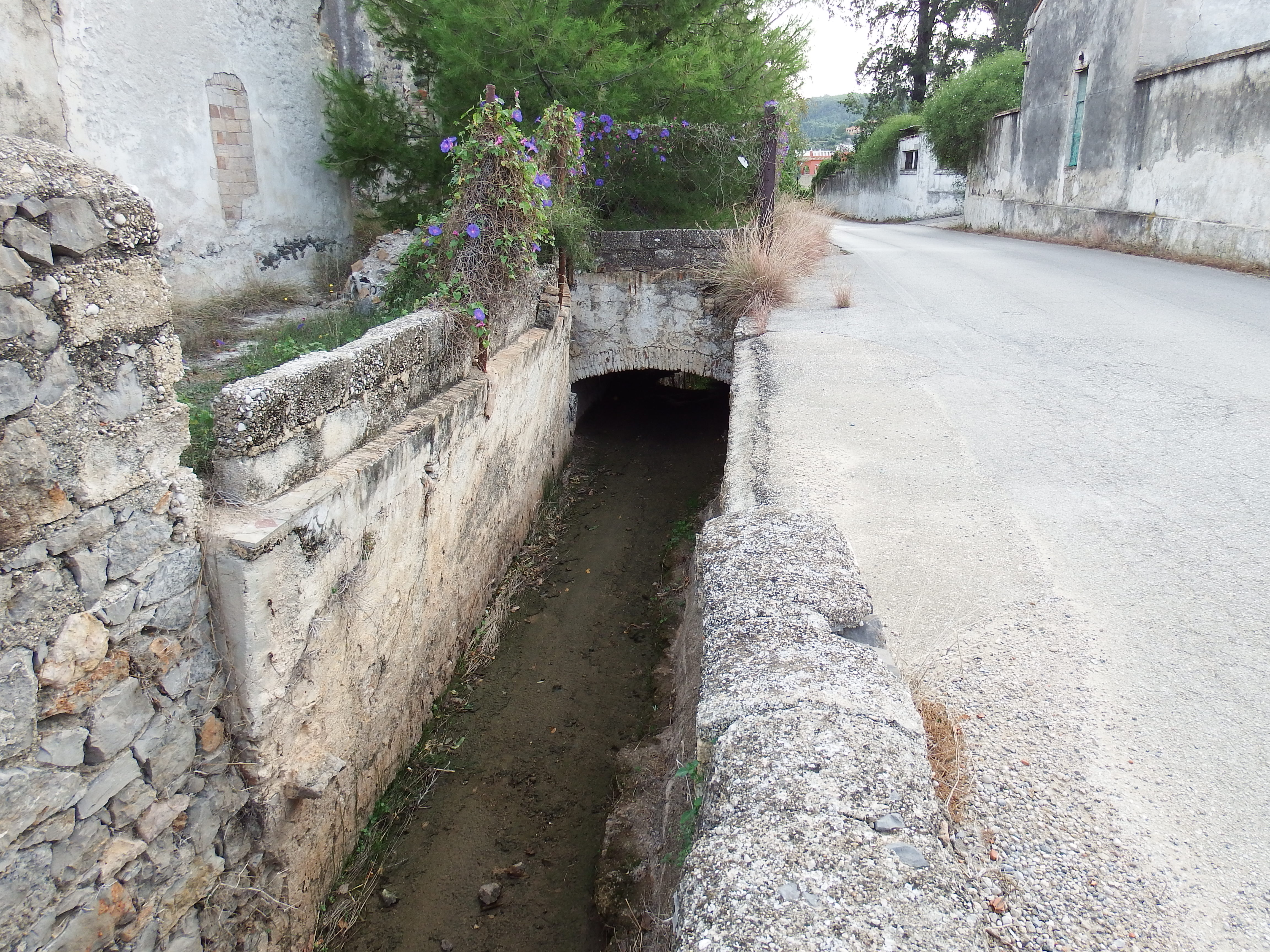
La acequia junto al Molí del Àngel o Fábrica del Esparto. Este tramo está catalogado como bien inmueble de etnología.

Tras volver a discurrir en superficie, la acequia recorre otros 300 metros, en los que da origen a los hilos el Fil de Baix y el Fil de Dalt. Durante 700 metros sigue el camino de Les Jovades, que une Potríes con Fuente Encarroz, regando mediante el Fil de les Jovades la partida del mismo nombre, la cual se reparte entre ambos municipios. Cerca del límite de los términos municipales era la fuente de energía de la Fábrica del Esparto, que originalmente era un molino harinero del siglo XVII, y junto esta al lavadero del mismo nombre. A continuación cruza el barranco de Beniteixir, límite del término de Fuente Encarroz.

### Fuente Encarroz
En la zona occidental del municipio de Fuente Encarroz, la acequia alimenta a varios hilos: el de les Jovades de Fuente Encarroz, el Fil d'Oliva y el Fil del Racó. Llega a las proximidades del barranco de la Plana y sigue el camino de les Encruades, recorriendo unos 1300 metros en superficie y dando salida a otros hilos, entre ellos el Fil de l'Horteta y el Fil del Xopet.
La acequia atraviesa soterrada el casco urbano de Fuente Encarroz, por la avenida de la Constitución, las calles de la Fila de la Foieta y Santa Isabel, y el camino de Oliva. En esta parte del recorrido, de algo más de 500 metros, se derivan los hilos del Fil del Rabat, Fil de la Madraveta y Fil de la Foieta.
Nuevamente en superficie, las aguas van hacia el noreste, cerca del camino de la Foia y tras cruzar el barranco del Arca llegan al lavadero y molino de Boleda. En este espacio se encuentra en Partidor de Boleda, sobre el que pasa un gallipuente. El partidor, que está dotado de un pequeño medidor de cerámica, divide la Acequia del Rebollet, comenzando aquí el Fil de la Foia, del cual a su vez se separa el Fil de les Roges.

### Oliva
El curso principal de la Acequia del Rebollet en la parte oriental del municipio de Fuente Encarroz sigue hacia el oeste, llegando al Molino de la Foia. Gira al noreste, recorriendo 500 metros para entrar en el término de Oliva por la partida de La Calçada, atravesando la autopista AP-7. Gira al sureste por las partidas de La Calçada y El Camí de la Font, y al cabo de poco más de un kilómetro llega al núcleo urbano de Oliva.
A su llegada al núcleo urbano de Oliva, la acequia alimentaba el Lavadero de la Portalada, del cual ya no se conserva nada, como sucede con el resto de elementos del patrimonio hidráulico que servía en el casco de Oliva: el Abrevadero del Pueblo (Abeurador del Poble) y los lavaderos del Vall de les Fonts y del Carrer de la Mitja Galta. La Acequia del Rebollet atraviesa Oliva subterráneamente, abocando al Vall de les Fonts, que a su vez vierte al Mediterráneo.

## Distribución de las aguas
La Acequia del Rebollet riega en tanda de 18 días los municipios de Potries (3 días y 22 horas), Fuente Encarroz (7 días y 20 horas) y Oliva (6 días y 6 horas).

### Derivaciones de la Acequia del Rebollet
- Acequia de La Catorzena (Séquia de la Catorzena). Parte de los aledaños de la Casa Consistorial de Potríes y atravesando la carretera CV-680, el antiguo trazado del ferrocarril y la Acequia Común de Gandía y Oliva, dirigiéndose al noroeste del término, donde riega la partida de La Catorzena Las aguas sobrantes se vierten al río Serpis.[1]

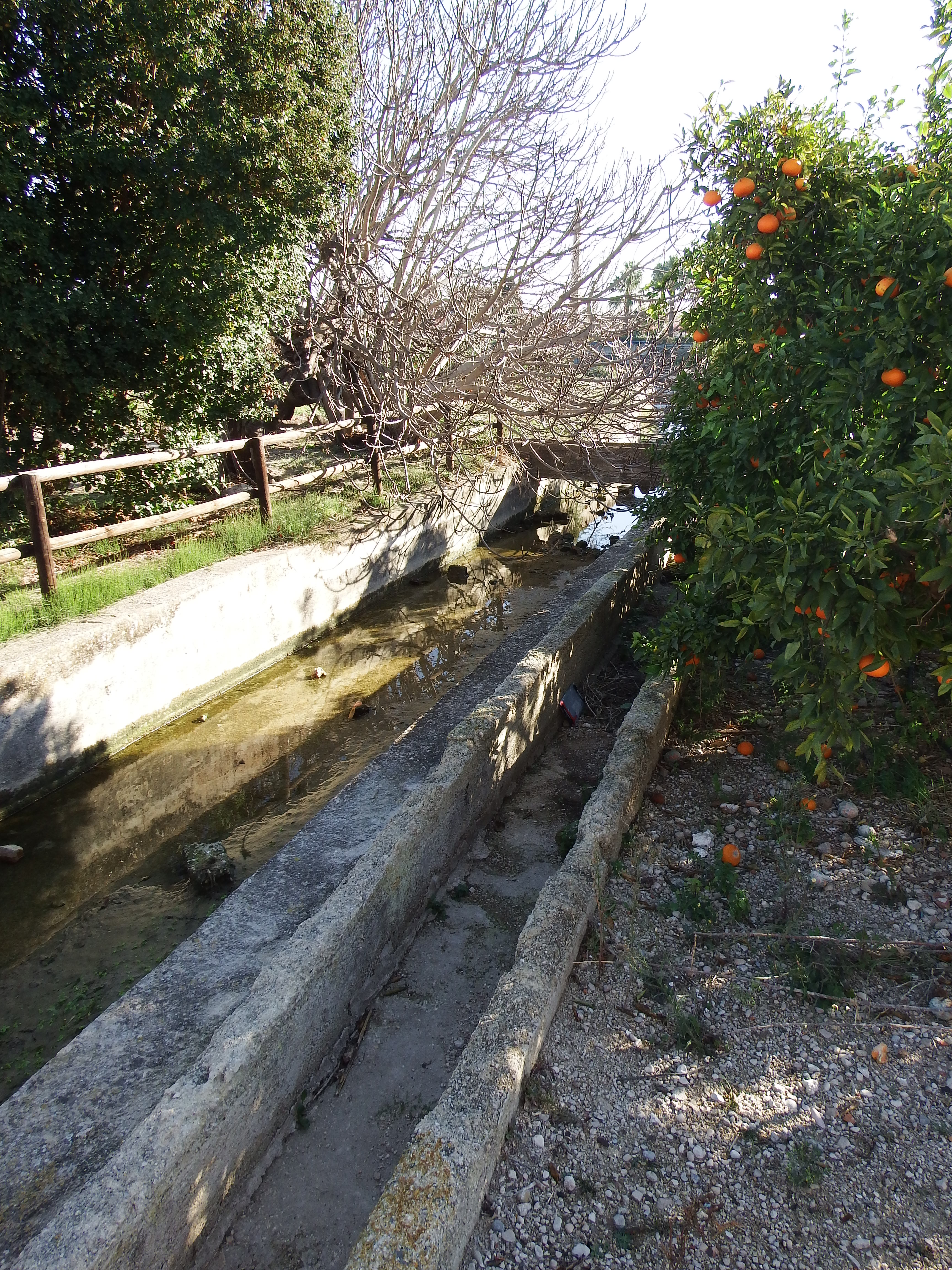
La Fila de la Campina pasa por encima de la Acequia Común de Oliva mediante un gallipuente situado en las proximidades de la Casa Clara

- La Fila de la Campina pasa por encima de la Acequia Común de Oliva mediante un gallipuente situado en las proximidades de la Casa ClaraAcequia Campina (Séquia Campina). Se inicia en el propio núcleo urbano de Potríes, junto a la calle Boamit y la plaza de la Iglesia. Tras circular 350 metros en dirección noroeste, atraviesa la carretera CV-680, el antiguo trazado del ferrocarril y la Acequia Común de Oliva, hasta llegar a las proximidades de la Casa Clara. Desde aquí avanza en dirección noreste en paralelo a la Acequia Común de Gandía y siguiendo la orilla derecha del Camino de la Catorzena. Irriga la partida de Campina y sus excedentes se vierten a la Acequia de Miramar cerca del límite con Beniflá.[1]
- Acequia de la Foia (Séquia de la Foia) y Fil de les Roges. Este sistema cubre parte del noreste del término de Fuente Encarroz, La Acequia de la Foia comienza en el partidor de Boleda y se orienta en general de este a oeste. Bonifica las partidas de L'Escaleta y La Foia, desaguando en la Acequia-Colector de la Mitjana de Oliva. De la Acequia de la Foia se separa el Fil de les Roges, que tradicionalmente regaba dicha partida de Fuente Encarroz, situada en las faldas de las montañas del Rabat y la Foia. Tras la construcción de la AP-7, que atraviesa el sur de la partida, los cultivos de la zona han ido declinando y con ellos el uso del hilo.[1]
- Acequia-Colector de la Mitjana (Séquia-Col·lector de la Mitjana). Hay que tener presente que existen dos acequias-colectoras que llevan este nombre. 
  - Una se extiende por el norte de los términos de Potríes y Fuente Encarroz, originándose a partir de la Acequia Común de Oliva, cerca del Molino Canyar. Así pues, esta acequia no se origina dentro del sistema de la Acequia del Rebollet. Sin embargo recibe las aguas sobrantes de varios hilos que sí forman parte del sistema.[1]
  - La otra, la Acequia-Colector de la Mitjana de Oliva (Séquia-Col·lector de la Mitjana d'Oliva), parte de las faldas occidentales de la Montaña de la Foia y recorre el término de Oliva, llegando al Vall de les Fonts, que vierte al Mediterráneo. Recoge las aguas excedentes de regadío procedentes del río Serpis, así como aguas pluviales y las aportadas por barrancadas. Aunque en algunos puntos las aguas de esta acequia se han aprovechado para el riego tradicional por derivación, la forma más corriente de explotación de sus aguas era mediante norias, motores o pozos, debido al encajamiento de su cauce.[1]

### Hilos de la Acequia del Rebollet
- Fil de Baix. Situado en el noreste del término municipal de Potríes, riega la parte occidental de la partida de Les Jovades. Vierte sus sobrantes a la Acequia-Colector de la Mitjana cerca del Molino Canyar.[1]
- Fil de Dalt. Situado en los alrededores del cruce del camino de Potríes a Fuente Encarroz con el de la Pedrera. Riega la parte central de la partida de Les Jovades durante medio kilómetro y vierte sus sobrantes a la Acequia-Colector de la Mitjana.[1]
- Fil de les Jovades (Potríes). Se ubica en las proximidades de la Fábrica del Esparto y riega la parte oriental de la partida de Les Jovades del término de Potríes, es decir, la que queda al oeste del barranco de Beniteixir. Tras medio kilómetro de curso, siempre hacia el norte, vierte sus sobrantes a la Acequia-Colector de la Mitjana cerca del límite con el municipio de Fuente Encarroz.[1]
- Fil de les Jovades (Fuente Encarroz). Con una longitud y dirección similar a la anterior, beneficia las tierras de la partida de Les Jovades, pero al este del barranco de Beniteixir, ya en el municipio de Fuente Encarroz.[1]
- Fil d'Oliva. Se origina en la parte más occidental del municipio de Fuente Encarroz. Durante 4,5 kilómetros va en paralelo a la Acequia del Rebollet, sin irrigar ningún terreno y llegando al Molino de la Foia, donde toma rumbo este, por los aledaños del camino de Oliva, y riega la Finca de la Foia. Vierte sus sobrantes al Barranc del Algepsar.[1]
- Fil del Racó. Situado en la parte occidental del término de Fuente Encarroz, junto al margen izquierdo del barranco de la Cara, recorre 800 metros en dirección noroeste, regando la partida de El Racó. Sus sobrantes se vierten a la Acequia-Colector de la Mitjana de Fuente Encarroz.[1]
- Fil del Xopet. Riega la partida de su nombre. El hilo se inicia en la población de Fuente Encarroz, en las proximidades de la avenida de La Safor. Se dirige hacia el norte y desemboca sus sobrantes en el Fil de l'Horteta.[1]
- Fil de l'Horteta. Situado en el sector noroccidental de Fuente Encarroz, junto al Camino de Les Jovades, riega las partidas de L'Horteta y del Borrego. El hilo tiene un longitud de un kilómetro, se dirige hacia el norte y desemboca sus sobrantes en la Acequia-Colector de la Mitjana cerca del Molino Canyisset.[1]
- Fil del Rabat. Parte del interior del casco de Fuente Encarroz. Lleva dirección norte, regando sucesivamente las partidas de Denes, El Camp y El Rabat, desaguando en la Acequia-Colector de la Mitjana en los alrededores de la carretera CV-682.[1]
- Fil de la Madreveta. Parte de la calle de Santa Isabel, en el interior del casco de Fuente Encarroz. Riega la partida homónima y vierte sus aguas sobrantes en el barranco del Arca.[1]
- Fil de la Foieta. La parte nororiental del municipio de Fuente Encarroz incluye un valle orientado de oeste a este y comprendido entre los montes del Rabat, de la Creu y de la Foia, al norte; y los del Tossal Gros, al sur. Este valle se conoce con el nombre de La Foia (la hoya), y en su parte occidental presenta en su centro una pequeña elevación -la Muntanyeta Llarga (la montañita larga)- que a su vez crea un valle aún más pequeño: La Foieta.[9] Mientras que la mayor parte de la red de acequias va por el norte de la Muntanyeta Llarga, el Fil de la Foieta lo hace por el sur, regando la partida de La Foieta. El hilo parte de la calle de su mismo nombre, en el interior del casco de Fuente Encarroz. Inicialmente su recorrido es subterráneo; parte hacia el este en paralelo a la Acequia del Rebollet y el Fil d'Oliva. Al llegar al camino de la Foia sale a superficie, circula en paralelo al camino de Oliva y riega la partida de La Foieta durante poco más de un kilómetro. Desagua en la Acequia del Rebollet.[1]
- Fil de la Quinzena. Surge del Fil de la Foieta y fluye hacia el noreste, regando la partida de La Quinzena y vertiendo sus sobrantes al barranco de la Foia. Rodea la Muntanyeta Llarga por el oeste.[1][9]
- Fil de l'Ullal del Cerer. Este hilo se desarrolla enteramente en el municipio de Oliva. Se inicia en la partida de La Calçada, cerca del límite municipal con Fuente Encarroz. Va en superficie, con rumbo este, junto al camino de la Calçada, y durante aproximadamente un kilómetro, riega dicha partida citrícola. Llega al Camino Viejo de Játiva (Camí Vell de Xàtiva), donde inicia medio kilómetro de camino subterráneo, bajo terrenos urbanos e industriales, hasta abocar a la Acequia del Rebollet. Antiguamente suministraba caudales a algunas norias, como la de la Casa Blanca (Sénia de la Casa Blanca) en la partida de La Calçada, o la del Camíno Viejo de Piles (Sénia del Camí Vell de Piles) en la avenida de Valencia; norias ya desaparecidas.[1]